# Hyadina xanthopus
Hyadina xanthopus är en tvåvingeart som beskrevs av Frey 1958. Hyadina xanthopus ingår i släktet Hyadina och familjen vattenflugor. Inga underarter finns listade i Catalogue of Life.